# 本善寺 (日向市)
本善寺（ほんぜんじ）は、宮崎県日向市に所在する日蓮正宗の寺院。山号は日知屋山（ひちやさん）。。元は郷門寺院。
大元は富士門流

## 歴史
『宮崎県史蹟調査 第7輯』によれば建武2年（1335年）に妙本寺開祖日郷の弟子日叡（薩摩阿闍梨）が創建、文明18年（1486年）再興とあるが、同書の宝物注記では建武2年は妙本寺の成立年代で本善寺の成立は文明18年と推察している。寺伝では建武元年正月12日の創建、祖山を総本山大石寺とし父山を本山妙本寺と伝える。
- 1335年 - 建武2年薩摩阿日叡師により日知屋阿弥陀堂が法華堂になり本善寺と号した。
- 1682年 - 天和2年7月と12月の2度にわたる火災で堂宇や旧記・宝物を焼失[2]。
- 1957年（昭和32年）8月30日 - 日向定善寺において本末6ケ寺〔定善寺・本善寺・本建寺・本照寺・本蓮寺・法蔵寺〕帰一奉告法要が執行された。大石寺末となり今日にいたる。
- 1977年（昭和52年）12月4日 - 改築される。

## 文化財
寺宝として「鶉丸」と呼ばれる脇差を所蔵。この脇差は伊東氏6代祐国の弟伊東祐邑が、祐国の没後謀反の疑いをかけられ祐国の嫡男伊祐に謀殺されたとき用いられたと伝える。祐国・祐邑兄弟は「お代代さま（おででさま）」と呼ばれ現在でも毎年供養が行われている。
境内には伊東祐邑を供養するために享禄4年（1531年）祐邑の45回忌に建立された供養塔や、永和5年（1379年）建立の日郷の供養塔など、南北朝期から戦国期の古墓碑が残る。

## アクセス
- 日豊本線日向市駅まで車で5分[6]。